# امان‌پور، هند
امانپور (به انگلیسی: Amanpur) یک منطقهٔ مسکونی در هند است که در اوتار پرادش واقع شده‌است.

## خصوصیات
امانپور ۹٬۱۱۷ نفر جمعیت دارد و ۱۷۱ متر بالاتر از سطح دریا واقع شده‌است.